# Dorsum (planetaire geologie)

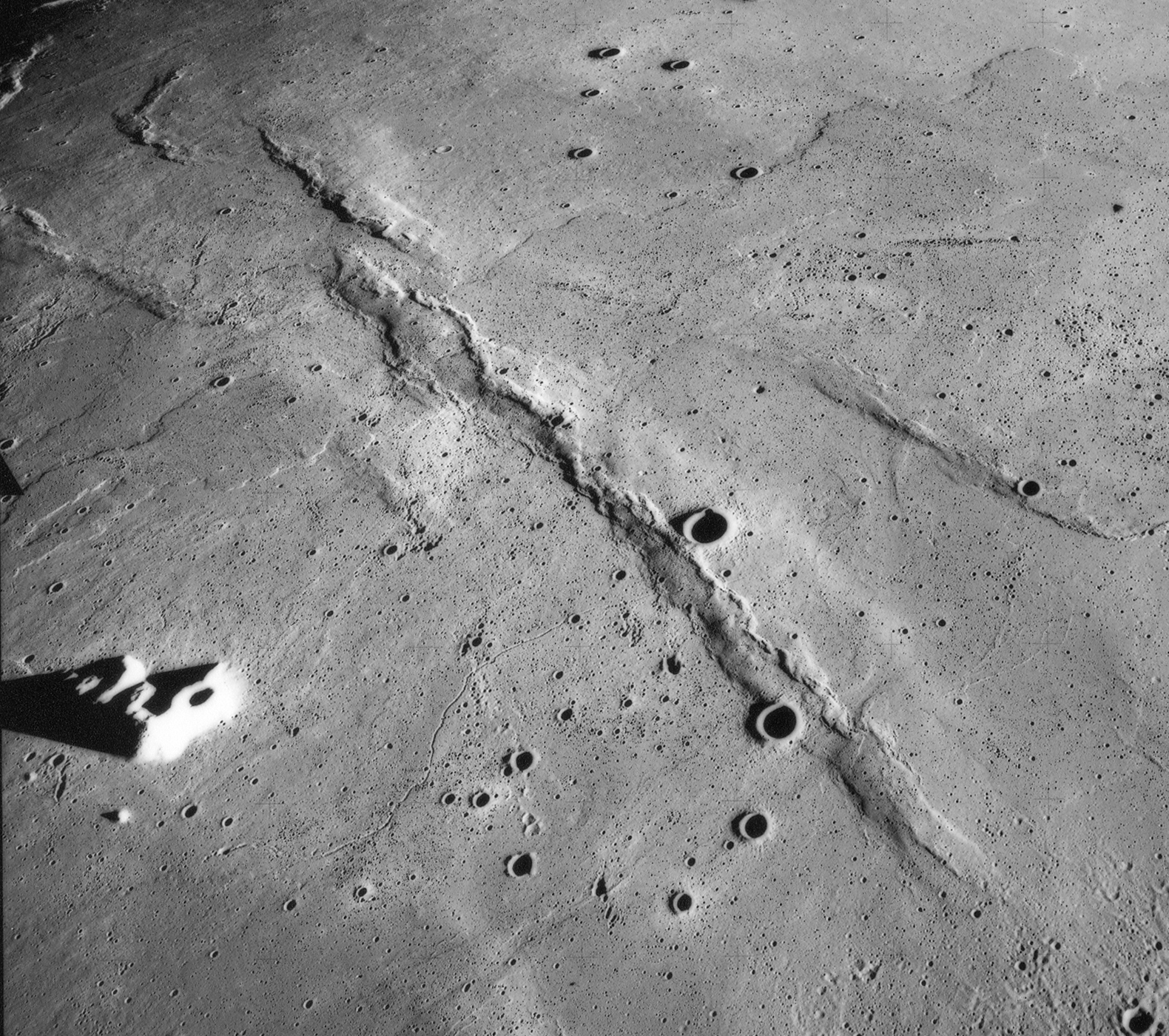
Dorsum Zirkel op de Maan

Een dorsum (meervoud: dorsa) is een woord van Latijnse oorsprong dat oorspronkelijk werd gebruikt om de rug van een dier aan te duiden en vervolgens door de Romeinen werd gebruikt om een bergrug te beschrijven.
Deze term wordt op de Maan, de planeten Mars, Mercurius en Venus en op planetoïden gebruikt om een over het algemeen langwerpige en verhoogde richel of marerug te benoemen.

## Naamgeving
De Internationale Astronomische Unie gebruikt de volgende conventies voor het benoemen van dorsa:
- Mercurius: overleden wetenschappers die hebben bijgedragen aan onderzoek naar Mercurius
- Venus: godinnen van de lucht
- Maan: geowetenschappers
- Mars: geen uniforme naamgeving
- Planetoïden
  - Ida: medewerkers aan het Galileo-project
  - Eros: Wetenschappers die hebben bijgedragen aan de studie van Eros

## Dorsaop deMaan
- Dorsa Aldrovandi
- Dorsa Andrusov
- Dorsum Arduino
- Dorsa Argand
- Dorsum Azara
- Dorsa Barlow
- Dorsum Bucher
- Dorsum Buckland
- Dorsa Burnet
- Dorsa Cato
- Dorsum Cayeux
- Dorsum Cloos
- Dorsum Cushman
- Dorsa Dana
- Dorsa Ewing
- Dorsum Gast
- Dorsa Geikie
- Dorsum Grabau
- Dorsum Guettard
- Dorsa Harker
- Dorsum Heim
- Dorsum Higazy
- Dorsa Lister
- Dorsa Mawson
- Dorsum Nicol
- Dorsum Niggli
- Dorsum Oppel
- Dorsum Owen
- Dorsa Rubey
- Dorsum Scilla
- Dorsa Smirnov
- Dorsa Sorby
- Dorsa Stille
- Dorsum Termier
- Dorsa Tetyaev
- Dorsum Thera
- Dorsum von Cotta
- Dorsa Whiston
- Dorsum Zirkel

## DorsaopMars
- Aesacus Dorsum
- Arcadia Dorsa
- Arena Dorsum
- Atrax Dorsum
- Auxo Dorsum
- Avernus Dorsa
- Cerberus Dorsa
- Charis Dorsum
- Cleia Dorsum
- Dorsa Argentea
- Dorsa Brevia
- Eumenides Dorsum
- Felis Dorsa
- Gordii Dorsum
- Hegemone Dorsum
- Hesperia Dorsa
- Hyblaeus Dorsa
- Iamuna Dorsa
- Isidis Dorsa
- Juventae Dorsa
- Melas Dorsa
- Nilus Dorsa
- Pasithea Dorsum
- Phaenna Dorsum
- Phlegra Dorsa
- Sacra Dorsa
- Sinai Dorsa
- Solis Dorsa
- Styx Dorsum
- Tyrrhena Dorsa
- Uranius Dorsum
- Xanthe Dorsa
- Zea Dorsa

## DorsaopVenus
- Abe Mango Dorsa
- Achek Dorsa
- Aditi Dorsa
- Ahsonnutli Dorsa
- Aida-Wedo Dorsa
- Akewa Dorsa
- Akuanda Dorsa
- Alkonost Dorsa
- Allat Dorsa
- Amitolane Dorsa
- Anpao Dorsa
- Arev Dorsa
- Asiaq Dorsa
- Auska Dorsum
- Aušrā Dorsa
- Barbale Dorsa
- Ben Dorsa
- Bezlea Dorsa
- Biliku Dorsa
- Boszorkany Dorsa
- Charykh-Keyok Dorsa
- Chih Nu Dorsum
- Dennitsa Dorsa
- Dodola Dorsa
- Dudumitsa Dorsa
- Dyan-Mu Dorsa
- Dylacha Dorsa
- Etain Dorsa
- Frigg Dorsa
- Fulgora Dorsa
- Hemera Dorsa
- Hera Dorsa
- Iris Dorsa
- Iyele Dorsa
- Kadlu Dorsa
- Kalm Dorsa
- Kamari Dorsa
- Kastiatsi Dorsa
- Khadne Dorsa
- Kotsmanyako Dorsa
- Kuldurok Dorsa
- Laūma Dorsa
- Laverna Dorsa
- Lemkechen Dorsa
- Lukelong Dorsa
- Lumo Dorsa
- Mardezh-Ava Dorsa
- Menkerot Dorsa
- Metelitsa Dorsa
- Naatse-elit Dorsa
- Nambi Dorsum
- Naran Dorsa
- Natami Dorsa
- Nephele Dorsa
- Nichka Dorsa
- Norwan Dorsa
- Nuvakchin Dorsa
- Odzerchen Dorsa
- Ojuz Dorsa
- Okipeta Dorsa
- Oshumare Dorsa
- Oya Dorsa
- Pandrosos Dorsa
- Poludnitsa Dors
- Pulugu Dorsa
- Ragana Dorsa
- Rokapi Dorsa
- Salme Dorsa
- Saule Dorsa
- Semuni Dorsa
- Shishimora Dorsa
- Sige Dorsa
- Siksaup Dorsa
- Sinanevt Dorsa
- Sirona Dorsa
- Sogbo Dorsa
- Spidola Dorsa
- Sunna Dorsa
- Surupa Dorsa
- Tikoiwuti Dorsa
- Tinianavyt Dorsa
- Tomem Dorsa
- Tsovinar Dorsa
- Tukwunag Dorsa
- Unelanuhi Dorsa
- Uni Dorsa
- Unuk Dorsa
- Urkuk Dorsa
- Vaiva Dorsum
- Varma-Ava Dorsa
- Vedma Dorsa
- Vejas-mate Dorsa
- Vetsorgo Dorsum
- Wala Dorsa
- Yalyane Dorsa
- Yumyn-Udyr Dorsa
- Zaryanitsa Dorsa
- Zimcerla Dorsa
- Zorile Dorsa